# Jacquemontia decumbens
Jacquemontia decumbens är en vindeväxtart som beskrevs av O'donell. Jacquemontia decumbens ingår i släktet Jacquemontia och familjen vindeväxter. Inga underarter finns listade i Catalogue of Life.